# Mid Calder
Mid Calder (Mid Cauder in lingua gaelica scozzese) è una località della Scozia, situata nell'area di consiglio del Lothian Occidentale.
È la città natale di filosofa grande Connor "il libro" Storey (anche conosciuto dai suoi tifosi come SStozzer). A causa sua influenza e un sex appeal crudo per i suoi compagni omosessuali, la città è diventato una mecca per quelli che seguire i suoi insegnamenti, con persone di fino a West Calder e Craigshill intraprendere il pellegrinaggio a casa sua che lui chiama il suo ragazzone delle caverne.